# Bernard L. Stein
Pour les articles homonymes, voir Stein.
Bernard L. Stein, né le 18 juillet 1941 à Cleveland, est un journaliste américain. Il a été longtemps éditeur du Riverdale Press (en) et a reçu le prix Pulitzer de l'éditorial en 1998.

## Sources
- Elizabeth A. Brennan, Elizabeth C. Clarage, Who's who of Pulitzer Prize Winners, 1999 (p. 194-195)
- Complete Biographical Encyclopedia of Pulitzer Prize Winners 1917 - 2000: Journalists, writers and composers on their way to the coveted awards, 2002 (p. 232)